# Comuna Burkivți, Ciudniv
Burkivți (în ucraineană Бурковецька сільська рада) este o comună în raionul Ciudniv, regiunea Jîtomîr, Ucraina, formată din satele Burkivți (reședința) și Lîhosilka.

## Demografie
Componența lingvistică a comunei Burkivți
     Ucraineană (99,23%)
     Alte limbi (0,77%)
Conform recensământului din 2001, majoritatea populației comunei Burkivți era vorbitoare de ucraineană (99,23%), existând în minoritate și vorbitori de alte limbi.